# 홀로 우는 별
"홀로 우는 별"은 1959년 공개된 대한민국의 영화이다.

## 배역
- 최무룡
- 주증녀
- 문정숙